# Neptun (mitologia)
Neptun – w mitologii rzymskiej bóg wód, chmur i deszczu, odpowiednik greckiego Posejdona, boga morza. Atrybutem Neptuna był trójząb. Czczony wraz z bóstwem żeńskim zwanym Salacją lub Venilią (identyfikowanym z grecką Amfitrytą, w mitologii greckiej żoną Posejdona).
Był również opiekunem koni i wyścigów (Neptunus Equester). Jego świątynie znajdowały się blisko wyścigów (Circus Maximus i Circus Flaminius) oraz na Polu Marsowym (świątynia wzniesiona przez Agryppę po zwycięstwie nad Sekstusem Pompejuszem). Święto Neptuna (Neptunalia) obchodzono w okresie największej suszy – 23 lipca.